# Paul Norris
Paul Leroy Norris (Greenville, 26 de abril de 1914 - Oceanside, 5 de novembro de 2007) foi um artista de quadrinhos norte-americano mais conhecido como co-criador do super-herói da DC Comics, Aquaman.